# Mario Méndez
Mario Méndez Olague (ur. 1 czerwca 1979 w Guadalajarze) – meksykański piłkarz występujący na pozycji prawego obrońcy. Jego teść Ricardo Chavarín również był piłkarzem.

## Kariera klubowa
Méndez pochodzi z Guadalajary i tam też rozpoczął karierę w klubie Atlas. W lidze meksykańskiej zadebiutował w 1998 roku, a grał wówczas z wieloma obiecującymi zawodnikami, takimi jak Rafael Márquez, Daniel Osorno, Juan Pablo Rodríguez czy Miguel Zepeda. Jednak pomimo tego potencjału klub nie potrafił ani razu wywalczyć mistrzostwa Meksyku, a najbliżej tego był w 1999 roku, gdy w finale po rzutach karnych uległ Toluce. W 2000 roku Méndez zadebiutował w rozgrywkach Copa Libertadores i awansował z Atlasem do ćwierćfinału tego pucharu. Przez sześć lat Méndez rozegrał dla Atlasu łącznie 195 ligowych spotkań i zdobył 11 goli.
W styczniu 2004 roku Méndez przeszedł do innego zespołu z Meksyku, Deportivo Toluca. W Toluce także był jednym z czołowych zawodników. Największy i jedyny sukces z tym klubem osiągnął w 2005 roku, gdy sięgnął z nim po mistrzostwo fazy Apertura. Zimą 2006 Méndez znów zmienił barwy klubowe i trafił do drużyny C.F. Monterrey. W zespole tym grał mało ze względu na występy w reprezentacji, a latem 2006 przeszedł na zasadzie wypożyczenia do innego klubu z miasta Monterrey, Tigres UANL. Tam także występował tylko przez pół roku i w styczniowym oknie transferowym 2007 trafił do argentyńskiego Club Atlético Vélez Sársfield, do którego ściągnął go były selekcjoner kadry narodowej, Ricardo Lavolpe. W tamtejszej Primera División Meksykanin rozegrał 29 spotkań, nie strzelając gola. Wziął także udział w Copa Libertadores, gdzie doszedł z Vélezem do 1/8 finału.
Wiosną 2008, po odejściu trenera Lavolpe z Vélezu, Méndez powrócił do ojczyzny, gdzie podpisał umowę ze swoim byłym klubem, Deportivo Toluca. Szybko wywalczył sobie miejsce w wyjściowej jedenastce. W rozgrywkach Apertura 2008 zdobył z Tolucą drugi tytuł mistrzowski. W lipcu 2009 Méndez na zasadzie rocznego wypożyczenia zasilił swój był zespół, Club Atlas. Kwota transferu wyniosła milion euro. Rozegrał wówczas w jego barwach 26 meczów w lidze meksykańskiej. Latem 2011 zawodnik został ponownie wypożyczony przez Tolucę, tym razem do drugoligowego Irapuato.
| Sezon   | Klub               | Kraj      | Rozgrywki        | Mecze | Bramki |
| ------- | ------------------ | --------- | ---------------- | ----- | ------ |
| 1998/99 | Club Atlas         | Meksyk    | Primera División | 29    | 1      |
| 1999/00 | Club Atlas         | Meksyk    | Primera División | 39    | 1      |
| 2000/01 | Club Atlas         | Meksyk    | Primera División | 40    | 3      |
| 2001/02 | Club Atlas         | Meksyk    | Primera División | 32    | 2      |
| 2002/03 | Club Atlas         | Meksyk    | Primera División | 36    | 4      |
| 2003/04 | Club Atlas         | Meksyk    | Primera División | 19    | 0      |
| 2003/04 | Deportivo Toluca   | Meksyk    | Primera División | 22    | 1      |
| 2004/05 | Deportivo Toluca   | Meksyk    | Primera División | 35    | 0      |
| 2005/06 | Deportivo Toluca   | Meksyk    | Primera División | 14    | 1      |
| 2005/06 | CF Monterrey       | Meksyk    | Primera División | 10    | 0      |
| 2006/07 | Tigres UANL        | Meksyk    | Primera División | 15    | 0      |
| 2006/07 | CA Vélez Sársfield | Argentyna | Primera División | 17    | 0      |
| 2007/08 | CA Vélez Sársfield | Argentyna | Primera División | 12    | 0      |
| 2007/08 | Deportivo Toluca   | Meksyk    | Primera División | 18    | 2      |
| 2008/09 | Deportivo Toluca   | Meksyk    | Primera División | 33    | 1      |
| 2009/10 | Club Atlas         | Meksyk    | Primera División | 26    | 0      |
| 2010/11 | Deportivo Toluca   | Meksyk    | Primera División | 17    | 1      |
| 2011/12 | CD Irapuato        | Meksyk    | Liga de Ascenso  |       |        |

## Kariera reprezentacyjna
W 1999 roku Méndez występował z reprezentacją Meksyku U–20 na Młodzieżowych Mistrzostwach Świata w Nigerii, na których doszedł do ćwierćfinału.
W reprezentacji Meksyku Méndez zadebiutował 29 stycznia 2000 roku w wygranym 2:1 meczu z Iranem. W 2003 roku wystąpił w Złotym Pucharze CONCACAF, który Meksyk wygrał po finale (2:1) z Brazylią. W 2004 roku był w kadrze na Copa América (ćwierćfinał), a w 2005 w kolejnym Złotym Pucharze CONCACAF (ćwierćfinał).
W 2006 roku Méndez został powołany przez Ricardo Lavolpe do kadry na Mistrzostwa Świata w Niemczech. Tam był podstawowym zawodnikiem Meksyku. Wystąpił we wszystkich trzech meczach grupowych, a następnie w przegranym 1:2 po dogrywce meczu 1/8 finału z Argentyną. W tym ostatnim zaliczył asystę przy golu Rafaela Márqueza, podobnie jak w grupowym meczu z Iranem (3:1) przy golu Sinhi.